# Obroki (Katowice)
Obroki – część Katowic, ciągnąca się wzdłuż ulicy Obroki, położona w północno-zachodnim rejonie dzielnicy Osiedle Witosa.
Początki osady, wówczas będącej przysiółkiem Załęża, sięgają XVII wieku. W XVIII wieku powstał folwark, w którym hodowano owce. Szybszy rozwój osady wiąże się z powstaniem w połowie XIX wieku w Obrokach kopalni „Cleophas” (później przemianowanej na „Kleofas”), zlikwidowanej w 2004 roku. Obecnie Obroki mają charakter mieszany charakter – zarówno mieszkaniowy, jak i też stanowią ośrodek handlu hurtowego oraz przemysłu maszynowego.

## Geografia
Obroki położone są w północno-zachodniej części Katowic, w północno-zachodnim fragmencie dzielnicy Osiedle Witosa. Obroki od północy graniczą z Załężem (wzdłuż linii kolejowej nr 137), od wschodu i południa z osiedlem W. Witosa (wzdłuż ul. W. Sławka i dalej wzdłuż dawnej linii piaskowej do kopalni „Kleofas”), natomiast od zachodu z miastem Chorzów. Według podziału fizycznogeograficznego Jerzego Kondrackiego Obroki znajdują się w mezoregionie Wyżyna Katowicka (341.13), będącej południową częścią Wyżyny Śląskiej, w podprowincji Wyżyna Śląsko-Krakowska.
Obroki zlokalizowane są w niecce górnośląskiej, która wypełnia utwory pochodzące z górnego karbonu, zawierające pokłady węgla kamiennego. Według jednostek morfologicznych dawna osada położona jest w Obniżeniu Rawy, które ciągnie się wzdłuż doliny Rawy. Znajduje się tu staw – Kozubek. Centralna część Obroków (przy wejściu do dawnej KWK Kleofas) znajduje się na wysokości 277 m n.p.m. Klimat osady w niewielkim stopniu różni się od warunków klimatycznych panujących w całych Katowicach. Średnia roczna temperatura wynosi 8,1 °C, a średnia roczna suma opadów 713,8 mm. Powierzchnia Obroków położona jest w całości w dorzeczu Wisły, w zlewni Rawy.

## Historia i zabytki

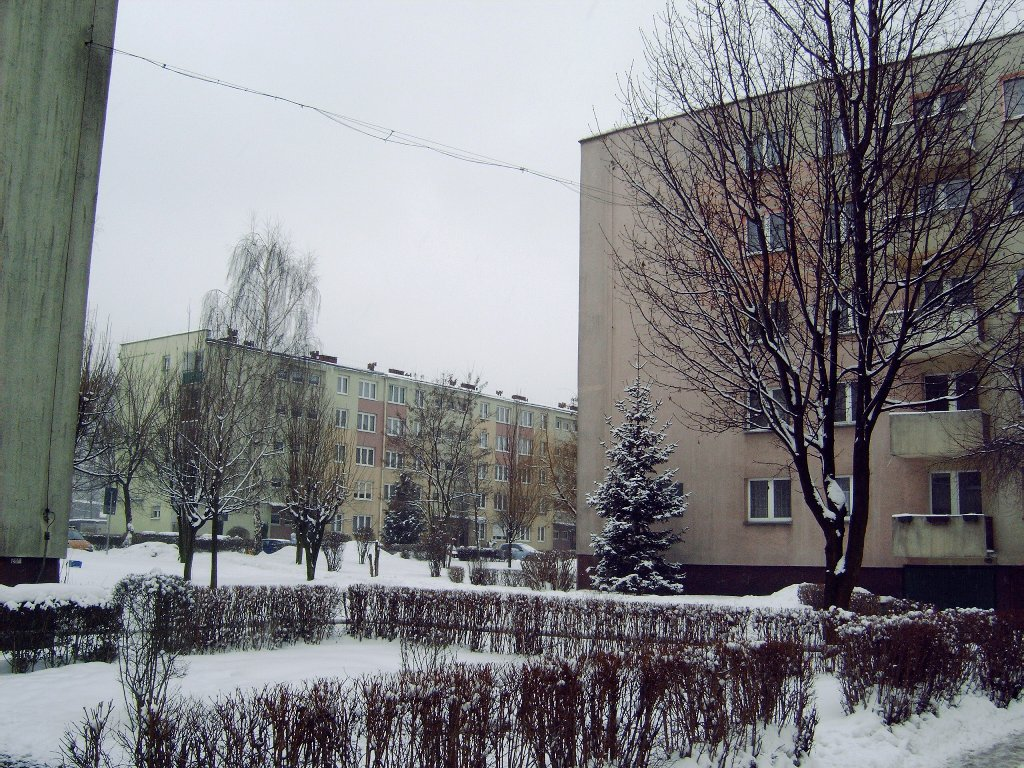
Bloki przy ulicy Obroki

Pierwsze wzmianki o Obrokach, będących wówczas przysiółkiem Załęża, pojawiły się w XVII wieku. Zabudowa osady koncentrowała się wtedy w miejscu Fabryki Narzędzi Górniczych „Gonar”. W XVIII wieku, około 400 m na wschód od osady powstał folwark Obroki, związany z dworem załęskim. Folwark ten zajmował się hodowlą owiec – w 1799 roku hodowano 450 owiec, a w latach 30. XIX wieku około 900 merynosów.

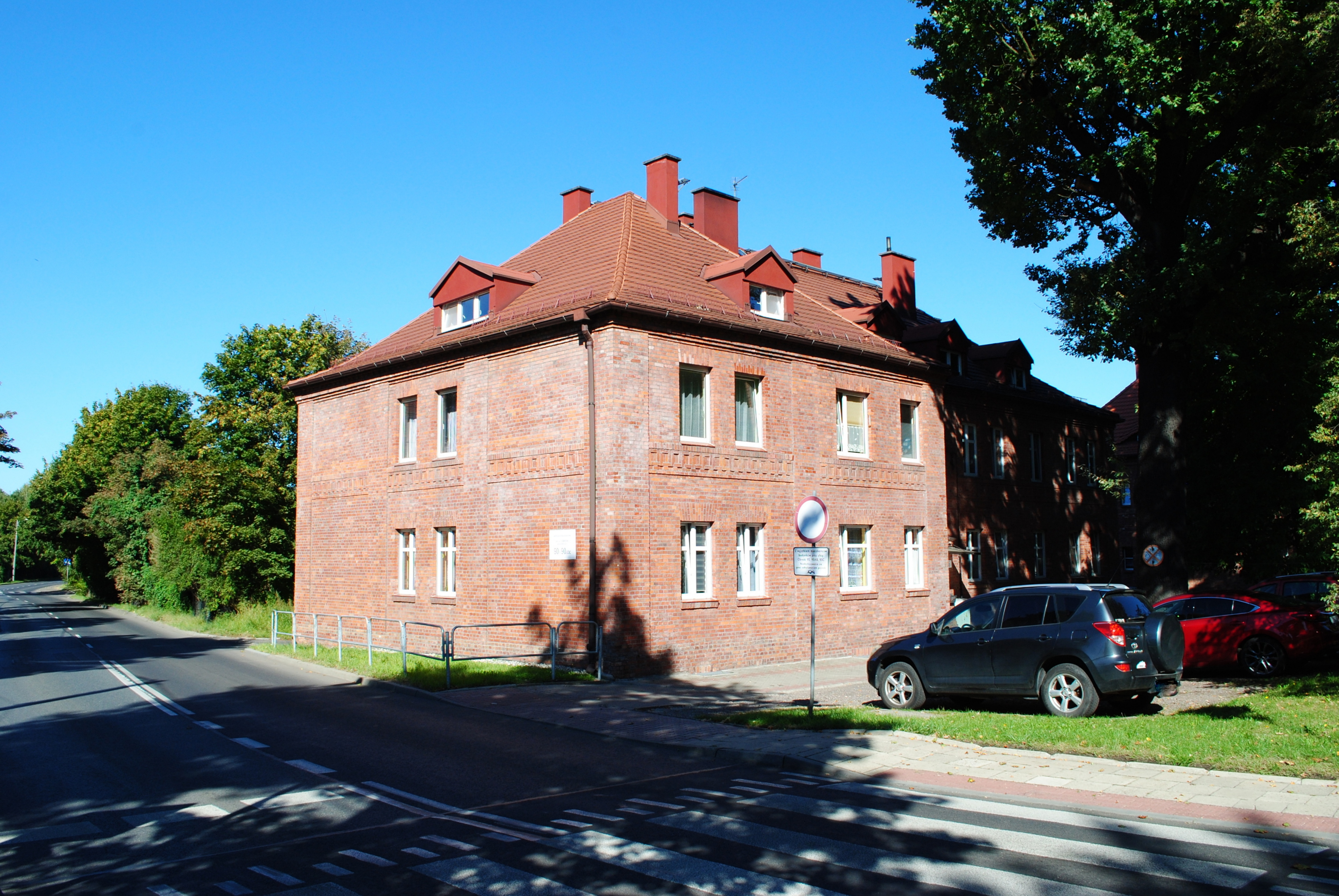
Budynki mieszkalne z początku XX wieku w stylu historyzmu ceglanego

Dalszy rozwój osady wiąże się z działalnością górniczą, zwłaszcza z powstaniem w 1840 roku w pobliżu osady obecnie zlikwidowanej kopalni węgla kamiennego „Kleofas”. Powstała wówczas nowa zabudowa mieszkalna – na początku miała charakter tymczasowy, ale na początku XX wieku powstało przed kopalnią osiedle patronackie. W ich sąsiedztwie wybudowano budynki administracji kopalni. W dniu 15 października 1924 Obroki wraz z całą gminą Załęże zostały włączone do Katowic, a po II wojnie światowej w centralnej i wschodniej części powstało nowe osiedla dla górników kopalni „Kleofas”, a na południe od Obroków osiedle Wincentego Witosa, na terenie której Obroki znajdują się formalnie od 29 września 1997 roku. W 2004 roku doszło do ostatecznego zamknięcia kopalni „Kleofas” na terenie Obroków.
W Obrokach znajdują się następujące historyczne obiekty, objęte ochroną konserwatorską:
- Budynki mieszkalne wraz z zielenią przydomową (ul. Obroki 90, 90a, 90b i 90c). Budynki pochodzą z początku XX wieku (wzniesienie najprawdopodobniej między 1918[13] a 1923 rokiem[14]); wzniesiono je w stylu historyzmu ceglanego, dla urzędników kopalni „Kleofas”[14].
- Dawne zabudowania Kopalni Węgla Kamiennego „Kleofas” (ul. Obroki 77)[15], będące świadectwem kultury materialnej. Do zabytkowych zabudowań należą: budynek dawnej straży pożarnej, budynek dawnej stajni, budynek dawnej stacji ratownictwa górniczego, budynek dawnej elektrowni (z 1893 roku), budynek ciepłowni (z 1895 roku), budynek nadszybia szybu „Fortuna” III, budynek maszynowni „Fortuna” I przedział zachód. Nadszybie wzniesiono w tradycyjnym stylu, z dwuspadowym dachem. Fundamenty i ściany są wykonane z cegieł, a cokoły – z kamienia ciosowego. W budynku znajdują się prostokątne stalowe okna, zwieńczone łukiem, z kamiennymi parapetami. Na elewacjach umiejscowiono architektoniczne detale ceglane. Cokół wykonano z kamienia ciosowego. Ryzality wykończono gzymsami ceglanymi[14].

## Gospodarka, transport i instytucje

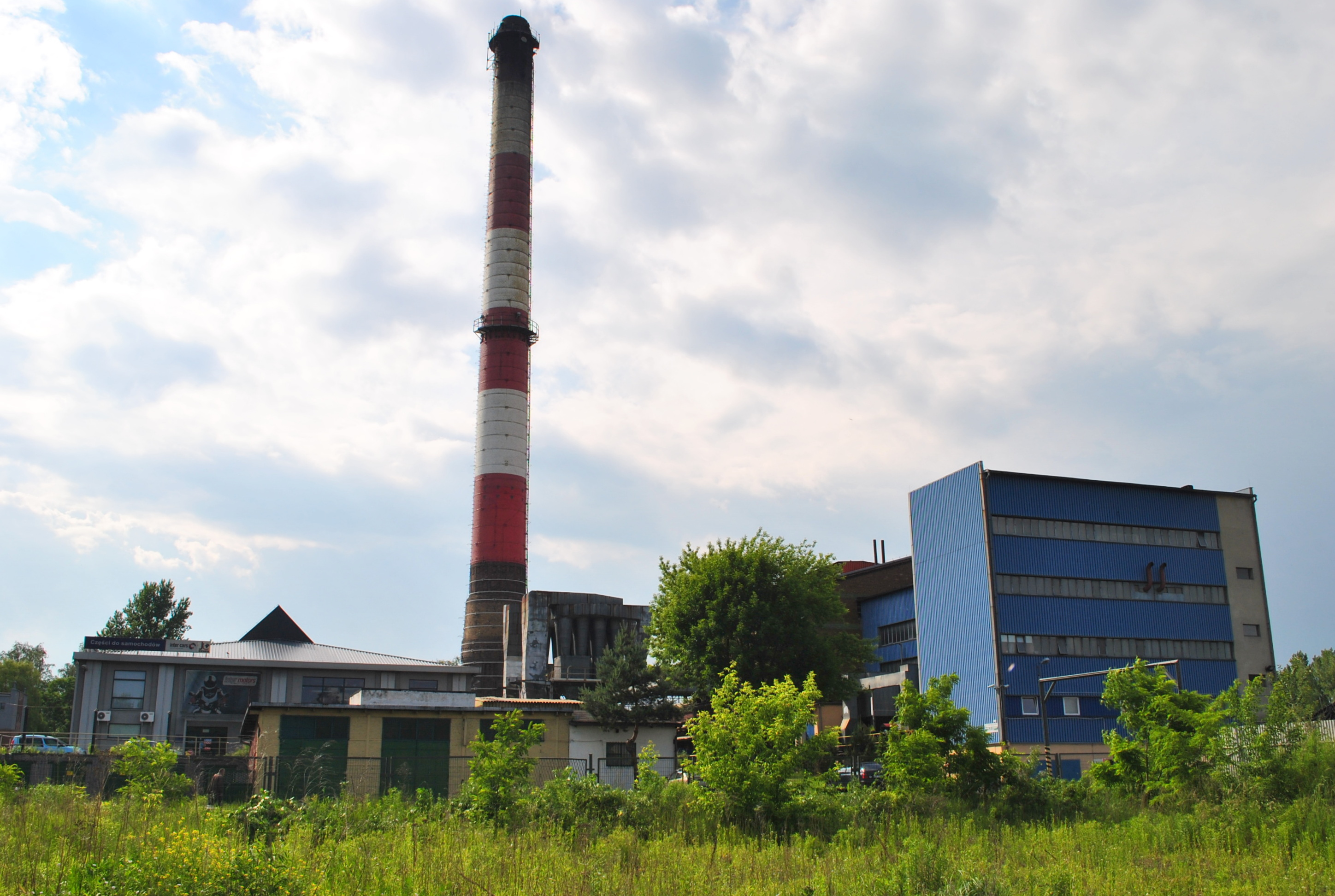
Dalkia Polska Energia – Wydział „Kleofas” (ul. Obroki 77)

Na terenie Obroków znajdowało się kilka zakładów pracy, m.in. nieistniejące już: Kopalnia Węgla Kamiennego „Kleofas” i Katowickie Przedsiębiorstwo Instalacji Sanitarnych (KAPIS). Na miejscu tych zakładów mają siedziby m.in.: Wydawnictwo CRUX (w miejscu kopalni) czy hurtownia nabiału Milko (w miejscu KAPIS). Na Obrokach znajduje się też m.in.: siedziba Miejskiego Przedsiębiorstwa Gospodarki Komunalnej w Katowicach (ul. Obroki 140) ciepłownia „Kleofas”, będąca wydziałem spółki Dalkia Polska Energia (ul. Obroki 77) i producent narzędzi górniczych Gonar-Bis (ul. Obroki 109). W zachodniej części Obroków, od lat 90. XX wieku rozwinął się spożywczy handel hurtowy. Śląski Rynek Hurtowy Obroki, położony przy ulicy Obroki 130 to największy tego typu zakład na terenie Górnego Śląska.

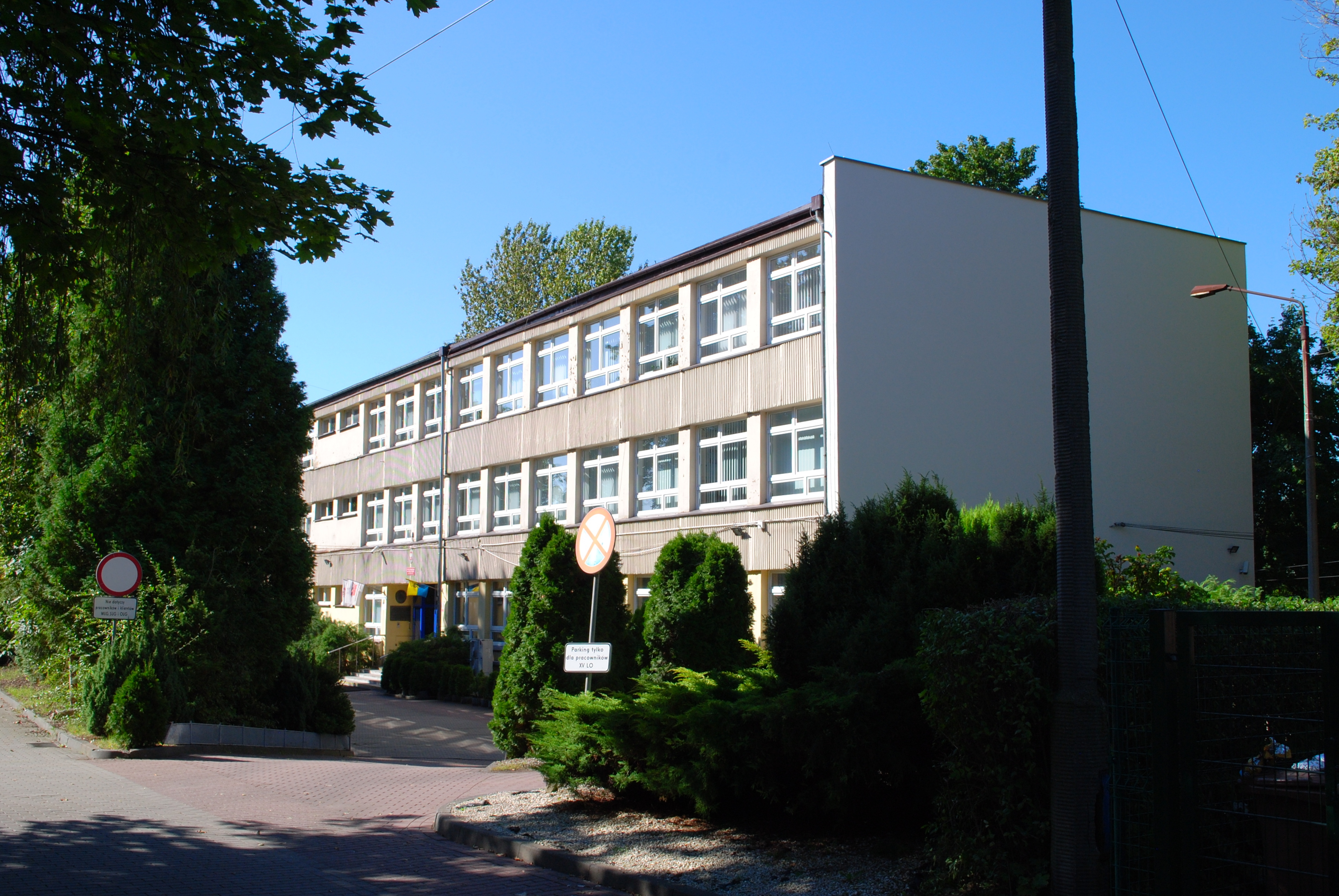
Siedziba XV LO im. rtm. W. Pileckiego w Katowicach

Główną ulicą w Obrokach jest ulica Obroki, łącząca dzielnicę na wschód bezpośrednio z osiedlem. W. Witosa i Załężem, zaś na zachód z miastem Chorzowem w rejonie dawnej kolonii Joanny. Jest to droga gminna o klasie drogi lokalnej. Do tej części miasta można dojechać liniami autobusowymi ZTM-u. Z przystanku Obroki Dulęby, znajdującego się na wysokości wejścia do dawnej kopalni „Kleofas”, kursują autobusy linii: 70, 109, 115 i 165. Na północ od Obroków, przy granicy z Załężem ciągnie się linia kolejowa nr 137 Katowice – Legnica, będąca fragmentem międzynarodowej magistrali E 30. Na zachód od Obroków znajduje się na tej linii stacja kolejowa Chorzów Batory, zaś na wschód przystanek Katowice Załęże. Sama zaś linia kolejowa została oddana do użytku 3 października 1846 roku.
W Obrokach funkcjonuje szkoła powstała 15 kwietnia 1945 roku, obecnie pod nazwą XV Liceum Ogólnokształcące im. rtm. Witolda Pileckiego (ul. Obroki 87). Do 1993 roku funkcjonowała jako szkoła górnicza. Wierni rzymskokatoliccy w Obrokach przynależą do parafii Podwyższenia Krzyża Świętego i św. Herberta na osiedlu W. Witosa.